# Deborah Ochs
Deborah Ochs (Howell, 30 gennaio 1966) è un'ex arciera statunitense.

## Palmarès
- Giochi olimpici

Seoul 1988: bronzo nella gara a squadre.
- Giochi panamericani

Caracas 1983; argento nell'individuale.